# Mohamed Farah
Sir Mohamed „Mo“ Farah, CBE (somálsky Maxamed Faarax, arabsky محمد فرح‎) (* 23. března 1983, Mogadišo, Somálsko) je britský atlet, běžec, který se věnuje středním a dlouhým tratím, čtyřnásobný olympijský vítěz. Ve skutečnosti se narodil v Somalilandu severně od Somálska jako Hussein Abdi Kahin, v dětství byl bez rodičů odvlečen do Británie, kde zpočátku pracoval jako sluha, aniž směl chodit do školy.

## Kariéra
V roce 2001 získal zlatou medaili v závodě na 5000 metrů na mistrovství Evropy juniorů v italském Grossetu. Dvě stříbrné medaile vybojoval na evropském šampionátu do 23 let. První v roce 2003 v Bydhošti a druhou o dva roky později v německém Erfurtu. Na ME v atletice 2006 Göteborgu doběhl ve finále běhu na 5000 metrů na druhém místě v čase 13:44,79 a nestačil jen na Španěla Jesúse Españu, který byl o devět setin rychlejší.
O rok později skončil na mistrovství světa v Ósace šestý. V roce 2009 získal na halovém ME v Turíně zlatou medaili v závodě na 3000 metrů. Na předchozím šampionátu v Birminghamu se umístil na pátém místě. Na Mistrovství světa v atletice 2009 v Berlíně skončil ve finále (5000 m) sedmý v čase 13:19,69.

### Rok 2010
První zlatou medaili na mezinárodních soutěžích vybojoval v roce 2010. Tehdy zvítězil na mistrovství Evropy v Barceloně v závodě na 10 000 metrů.

### Rok 2011
Dne 19. února 2011 na atletickém mítinku Aviva Grand Prix v Birminghamu zaběhl pětikilometrovou trať v novém halovém evropském rekordu, jehož hodnota je 13:10,60. V témže roce obhájil v Paříži titul halového mistra Evropy (3000 m). 4. června téhož roku překonal v předprogramu mítinku Diamantové ligy v americkém Eugene časem 26:46,57 dvanáct let starý evropský rekord Belgičana Mohammeda Mourhita na trati 10 000 metrů.
Na světovém šampionátu v jihokorejském Tegu vybojoval časem 13:23,36 titul mistra světa v běhu na 5000 metrů. Na dvojnásobné trati získal stříbro.

### Rok 2012
Na olympiádě v Londýně nejprve vybojoval zlatou medaili v běhu na 10 000 metrů časem 27:30,42., poté zvítězil i v běhu na 5 000 metrů v čase 13:41,66.

### Rok 2013
Dne 19. července 2013 překonal na mítinku Diamantové ligy v Monaku časem 3:28,81 starý evropský rekord Španěla Fermína Cachoa na trati 1 500 metrů.
Na světovém šampionátu v Moskvě vybojoval dne 10. srpna 2013 zlatou medaili v běhu na 10 000 metrů, když ve finiši porazil obhájce titulu Ibrahima Jeilana z Etiopie.

### Rok 2015
Dvojnásobným vítězstvím na 5 000 i 10 000 metrů pro něj skončil světový šampionát v Pekingu.

### Rok 2016
Mo Farah zopakoval svůj úspěch z roku 2012 a na Letní olympiádě 2016 v Rio de Janeiro vyhrál běh jak na 5 000 m tak na 10 000 m.

### Rok 2017
Na světovém šampionátu v Londýně vybojoval třetí zlatou medaili v běhu na 10 000 metrů. Na poloviční trati pak získal stříbrnou medaili.

## Osobní rekordy
Dráha
- Běh na 10 000 metrů – 26:46,57 min. – 4. 6. 2011, Eugene - Současný evropský rekord
- Půlmaraton – 59:22 min. – 13. 8. 2015, South Shields - Současný evropský rekord
- Maratonský běh – 2:05:11 hod. – 7. 10. 2018, Chicago - Současný evropský rekord
- Hodinovka - 21 330 metrů (2020) -  (Současný světový rekord) a ER

Hala
- Běh na 5000 metrů	– 13:10,60, Birmingham, 19. 2. 2011 - Současný evropský rekord